# Insubrie
 (août 2013).
Le contenu est difficilement compréhensible vu les erreurs de traduction, qui sont peut-être dues à l'utilisation d'un logiciel de traduction automatique.
 (octobre 2022).
Si vous disposez d'ouvrages ou d'articles de référence ou si vous connaissez des sites web de qualité traitant du thème abordé ici, merci de compléter l'article en donnant les références utiles à sa vérifiabilité et en les liant à la section « Notes et références ».

Drapeau de l'Insubrie et du duché de Milan

L’Insubrie est une région historique et géographique incluse dans la Lombardie et le Piémont en Italie, ainsi qu'en Suisse.
Ses limites sont la zone au nord du Pô, qui s'étendait entre ses affluents de l'Adda et de la Sesia, jusqu'aux Alpes (massif du Saint-Gothard). Son nom vient d'un ancien peuple celte, les Insubres.
On peut également comprendre l'Insubrie comme :
- à la fois le duché de Milan, avec des modifications territoriales, entre 1395 et 1796 ;
- la région parlant langue Lombarde Occidentale ;
- la région de Milan ou, par extension, la Lombardie et l'ensemble de l'Italie du Nord.

Aujourd'hui, elle correspond davantage aux provinces de Milan, de Varèse, de Côme, de Lecco, de Pavie, de Novare et à celle du Verbano-Cusio-Ossola ainsi qu'au canton suisse du Tessin. 

## Insubrisme
Ces dernières années, certains politiciens commencent à discuter de la possibilité de mettre en place une Insubrie institutionnelle et / ou l'acquisition de l'autonomie politique. En 1996, a été fondé à Varèse l'association culturelle Terra Insubre, qui propose « une intense activité de recherches historiques et archéologiques sur les cultures celtiques, germaniques et alpines (...) qui ont le plus influencé les gens et l'histoire de l'Insubrie ».
Depuis 2005, est actif Domà Nunch (« Seulement Nous » en lombard). Le mouvement, qui se définit éco-national, a été officiellement lancé en février 2006 à Milan. Il n'a pas de représentants institutionnels, même s'il a des conseillers de référence, et se concentre principalement sur les initiatives politiques et culturelles. Domà Nunch est basé sur le principe d'éco-nationalisme, qui est une synthèse de l'écologie et de la conservation des exigences culturelles de l'Insubrie, et favorise le projet d'une confédération Insubre sur le modèle d'état suisse.
L'unité motrice et l'autonomie culturelle d'Insubrie doit être entouré par certains intellectuels, comme l'ancien recteur de l'université de l'Insubrie Renzo Dionigi, auteur de Insubres et Insubrie, le juge Giuseppe Battarino, auteur de Il confine lieve (La mince frontière) ; pour la langue et l'anthropologie les écrivains Roberto Corbella, Giancarlo Minella, Lorenzo Banfi, Matteo Colaone et Luigi Balocchi.

## Regio Insubrica
Dans les temps modernes, le terme est aussi utilisé comme un synonyme du territoire de la communauté de coopération transfrontalière, l'« Eurorégion » Regio Insubrica, qui a été créé en 1995 dans les provinces de Varèse, Como, Verbania, Lecco, Novara et le canton du Tessin, la région des lacs, à la frontière entre la Suisse et l'Italie.
Il s'agit d'une association de droit privé, conformément à la Déclaration de Madrid de 1980 sur la coopération transfrontalière qui vise à promouvoir la coopération et l'intégration dans la région italo-suisse des lacs préalpins (lac de Côme, lac de Lugano, lac Majeur). Le symbole actuel de la Regio est de six pictogrammes pour indiquer chacune des six provinces.